# 業務執行取締役
業務執行取締役（ぎょうむしっこうとりしまりやく）とは、代表取締役、および代表取締役以外の取締役であって、取締役会の決議によって業務を執行する取締役として選定された取締役（会社法363条1項各号）のほか、業務を執行したその他の取締役をいう（会社法2条15号）。なお、代表取締役以外の取締役であって、取締役会の決議によって業務を執行する取締役として選定された取締役を選定業務執行取締役と呼ぶことがある。
業務執行取締役は社外取締役となることができない（会社法第2条15号）。
代表取締役および選定業務執行取締役は、三箇月に一回以上、自己の職務の執行の状況を取締役会に報告しなければならない（会社法第363条2項）。